# Futbalski klub Mladost Gacko
Il Fudbalski klub Mladost Gacko (in serbo cirillico Фудбалски клуб Младост Гацко), fondato nel 1970 e conosciuto semplicemente come Mladost (G), è una squadra di calcio di Gacko, una città nella Repubblica Srpska (Bosnia ed Erzegovina).

## Nome
Mladost in lingua bosniaca significa giovinezza, come in lingua latina Juventus.

## Storia
Il Mladost viene fondato nel 1970 e negli anni della Jugoslavia socialista ha prevalentemente militato nella Regionalna liga BiH - Sud (4ª serie), eccetto nelle stagioni 1980-81 e 1982-83 in cui ha raggiunto la Republička liga BiH (3ª serie). Ha quasi sempre utilizzato giocatori cresciuti "in casa", eccetto alcuni rinforzi dal Leotar.
Dopo la fine della guerra, si affilia alla neonata Federazione calcistica della Repubblica Serba e nel 1995 viene inserito nella Druga liga. Nel 1999 viene promosso in Prva liga, la massima divisione della Repubblica Srpska, e nel 2002 - con la fusione del campionato con quello della Federazione BiH - viene ammesso alla Premijer liga.
Nella massima divisione bosniaca rimane solo una stagione per poi ritornare in Prva liga (ora declassata a secondo livello) per oltre un decennio, fino ad un'ulteriore retrocessione in Druga liga (terza serie).
In Coppa di Bosnia il risultato più vistoso sono i quarti di finale nel 2002, quando è stato eliminato dallo Željezničar, poi finalista del torneo.
Fra i giocatori di maggior rilievo vi è Nemanja Supić, portiere della nazionale.

## Cronistoria
| Stagione                           | Campionato                         | Campionato                         | Campionato                         | Campionato                         | Coppa                |
| Stagione                           | Categoria                          | Liv.                               | Posizione                          | Verdetti                           | Coppa                |
| ---------------------------------- | ---------------------------------- | ---------------------------------- | ---------------------------------- | ---------------------------------- | -------------------- |
| CAMPIONATI DELLA REPUBBLICA SRPSKA | CAMPIONATI DELLA REPUBBLICA SRPSKA | CAMPIONATI DELLA REPUBBLICA SRPSKA | CAMPIONATI DELLA REPUBBLICA SRPSKA | CAMPIONATI DELLA REPUBBLICA SRPSKA | Kup Republike Srpske |
| 1995–96                            |                                    |                                    |                                    |                                    | ???                  |
| 1996–97                            |                                    |                                    |                                    |                                    | ???                  |
| 1997–98                            | Druga liga RS - Srpsko Sarajevo    | II                                 | 4º su 15                           |                                    | ???                  |
| 1998–99                            | Druga liga RS - Sud                | II                                 | 1º                                 | Promosso in 1.liga                 | ???                  |
| 1999–00                            | Prva liga RS                       | I                                  | 12º su 20                          |                                    | ???                  |
| 2000–01                            | Prva liga RS                       | I                                  | 7º su 16                           |                                    | ???                  |
| 2001–02                            | Prva liga RS                       | I                                  | 5º su 16                           | Ammesso alla Premijer liga         | Quarti in Kup BiH    |
| CAMPIONATI DELLA BOSNIA ERZEGOVINA | CAMPIONATI DELLA BOSNIA ERZEGOVINA | CAMPIONATI DELLA BOSNIA ERZEGOVINA | CAMPIONATI DELLA BOSNIA ERZEGOVINA | CAMPIONATI DELLA BOSNIA ERZEGOVINA | Coppa di Bosnia      |
| 2002–03                            | Premijer liga BiH                  | I                                  | 18º su 20                          | Retrocede in 1.liga                | Sedicesimi           |
| 2003–04                            | Prva liga RS                       | II                                 | 2º su 16                           |                                    | Ottavi               |
| 2004–05                            | Prva liga RS                       | II                                 | 6º su 16                           |                                    | Sedicesimi           |
| 2005–06                            | Prva liga RS                       | II                                 | 10º su 16                          |                                    | n.q.                 |
| 2006–07                            | Prva liga RS                       | II                                 | 10º su 16                          |                                    | n.q.                 |
| 2007–08                            | Prva liga RS                       | II                                 | 11º su 16                          |                                    | n.q.                 |
| 2008–09                            | Prva liga RS                       | II                                 | 11º su 16                          |                                    | Sedicesimi           |
| 2009–10                            | Prva liga RS                       | II                                 | 10º su 14                          |                                    | n.q.                 |
| 2010–11                            | Prva liga RS                       | II                                 | 4º su 14                           |                                    | n.q.                 |
| 2011–12                            | Prva liga RS                       | II                                 | 11º su 14                          |                                    | Sedicesimi           |
| 2012–13                            | Prva liga RS                       | II                                 | 9º su 14                           |                                    | n.q.                 |
| 2013–14                            | Prva liga RS                       | II                                 | 8º su 14                           |                                    | n.q.                 |
| 2014–15                            | Prva liga RS                       | II                                 | 13º su 14                          | Retrocede in 2.liga                | n.q.                 |
| 2015–16                            | Druga liga RS - Est                | III                                | 5º su 15                           |                                    | Sedicesimi           |
| 2016–17                            | Druga liga RS - Est                | III                                | 10º su 16                          |                                    | n.q.                 |
| 2017–18                            | Druga liga RS - Est                | III                                | 8º su 16                           |                                    | n.q.                 |
| 2018–19                            | Druga liga RS - Est                | III                                |                                    |                                    | n.q.                 |

## Stadio
Il Mladost dalla fine degli anni '70 milita allo Stadion Mladosti, un impianto con una capienza di 3 500 posti.

## Palmarès

### Altri piazzamenti
- Prva liga Republike Srpske:

Secondo posto: 2003-2004